# 中城御殿
中城御殿是琉球國第二尚氏王朝時期王世子（中城王子）居住的府邸。又稱世子殿。
根據第二尚氏王朝的慣例，王世子在5歲的時候被授予中城間切地頭，稱中城王子，前往中城御殿居住。與其他王子、按司一樣，人們也會用居住的府邸來稱呼王世子，中城御殿就成了王世子的一個別稱。
琉球最早的中城御殿建於尚豐王時代，面向通往首里城的綾門大道（都大路），其遺址位於今首里高等學校領地之內。1870年，琉球王府決定在龍潭北側建造新的中城御殿。新御殿在1873年竣工，1875年完成，轄地約3000坪，建築物占地約800坪（除附屬建築物以外）。
1879年，琉球國被日本兼併後，首里城成為熊本鎮台沖繩分遣隊的兵營，末代國王尚泰則從首里城遷到中城御殿居住。尚泰前往東京居住之後，中城御殿成為第二尚氏家族在沖繩的府邸。
1945年沖繩島戰役爆發，中城御殿的八名職員匆忙將尚氏家族珍藏的寶物藏於御殿的一個側溝之中。中城御殿在戰爭中被燒毀，尚氏珍寶卻倖存了下來，但大量珍寶被美國海軍中校卡爾·W·斯坦菲爾特（Carl W. Stanfelt）當作戰利品帶往美國。其中尚家本《思草紙》和18世紀《琉球國惣繪圖》後來被送還沖繩，此後一部份珍寶被發現並歸還。斯坦菲爾特死後，其家族曾於1977年拍賣了200多件珍寶，王冠（皮弁冠）、御後繪、漆器類等數十個珍寶至今依然下落不明。2000年，以第26屆八大工業國高峰會議在沖繩召開為契機，美國聯邦調查局將王冠、皮弁服（國王裝束）、御後繪等11件被盜物品列入了被盜美術品列表中。
沖繩島戰役之後，中城御殿的原址建起了琉球政府立博物館，後為沖繩縣立博物館。2007年博物館遷到新址。2012年，沖繩縣做出了在原址上重建中城御殿的決定。

## 外部連結
- 琉美歷史研究會（页面存档备份，存于）